# Emmanuel-Alexandre-Joseph d'Héral
Emmanuel Alexandre Joseph d'Héral est un homme politique français né le 4 novembre 1755 à Saint-Brieuc (Côtes-d'Armor) et décédé à une date inconnue.
Vicaire général de l'archevêque de Bordeaux et chanoine, il est député du clergé aux États généraux de 1789 pour la sénéchaussée de Bordeaux. Il soutient l'Ancien régime et émigre en 1792, en Angleterre, puis en Espagne.

## Sources
- « Emmanuel-Alexandre-Joseph d'Héral », dans Adolphe Robert et Gaston Cougny, Dictionnaire des parlementaires français, Edgar Bourloton, 1889-1891 [détail de l’édition]